# Felidhu-Atoll
Das Felidhu-Atoll liegt im Zentrum der östlichen Inselkette der Malediven in der Lakkadivensee (Indischer Ozean).

## Geographie
Das Atoll hat die Form eines kleinen Stiefels, mit einer maximalen Länge von 68 Kilometern und einer maximalen Breite im Süden von etwa 42 Kilometern.
Von den 21 Inseln im Atoll sind nur fünf bewohnt. Neben der Hauptinsel Felidhoo auf dem östlichen Riffkranz sind dies die Inseln Fulidhoo, Keyodhoo, Rakeedhoo und Thinadhoo.
2006 lebten 1502 Einwohner im Felidhu-Atoll.

## Verwaltung
Das Felidhu-Atoll bildet zusammen mit dem kleinen, südlich angrenzenden unbewohnten Vattaru-Atoll das maledivische Verwaltungsatoll Felidhu Atholhu, mit der Thaana-Kurzbezeichnung ވ (Vaavu).